# 연합 네덜란드 주권공국
연합 네덜란드 주권공국(Souvereine Vorstendom der Verëenigde Nederlanden)은 1815년 남부 네덜란드를 재통일한 주권 공국이자, 네덜란드 연합왕국의 시초였다. 나폴레옹 전쟁의 전승국들이 유럽의 정치적 재편성을 설립한 1813년에 공국이 설립되었으며, 이 체제는 훗날 빈 회의로 이어지게 된다. 1815년 연합 공국의 공작인 빌럼 프레드리크가 1815년 빌럼 1세로 즉위하면서 네덜란드 연합 왕국이 설립되었다.

## 선언

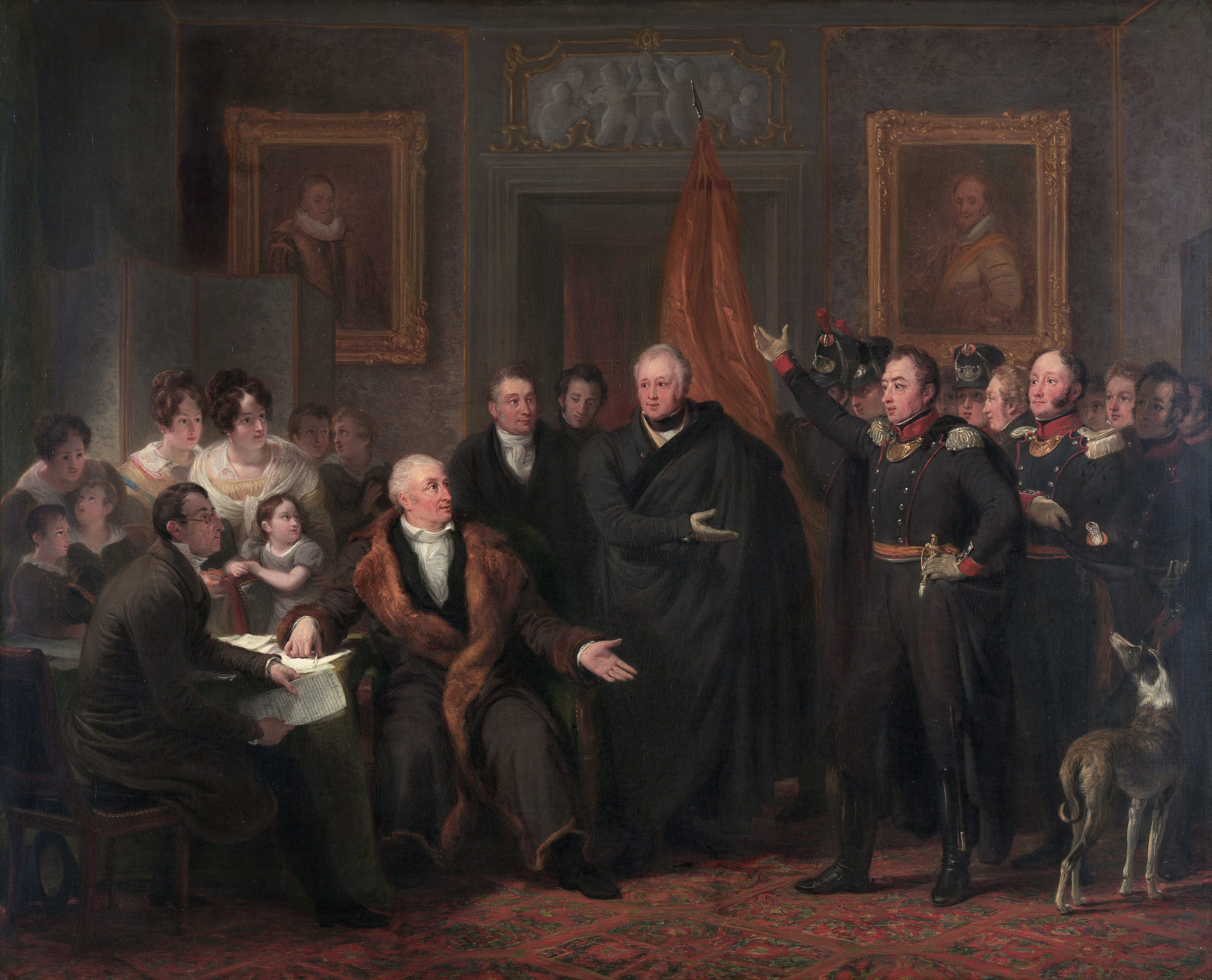
The triumvirate assuming power, 1813년 11월 21일 권력을 이양받는 삼두정치 인사들.

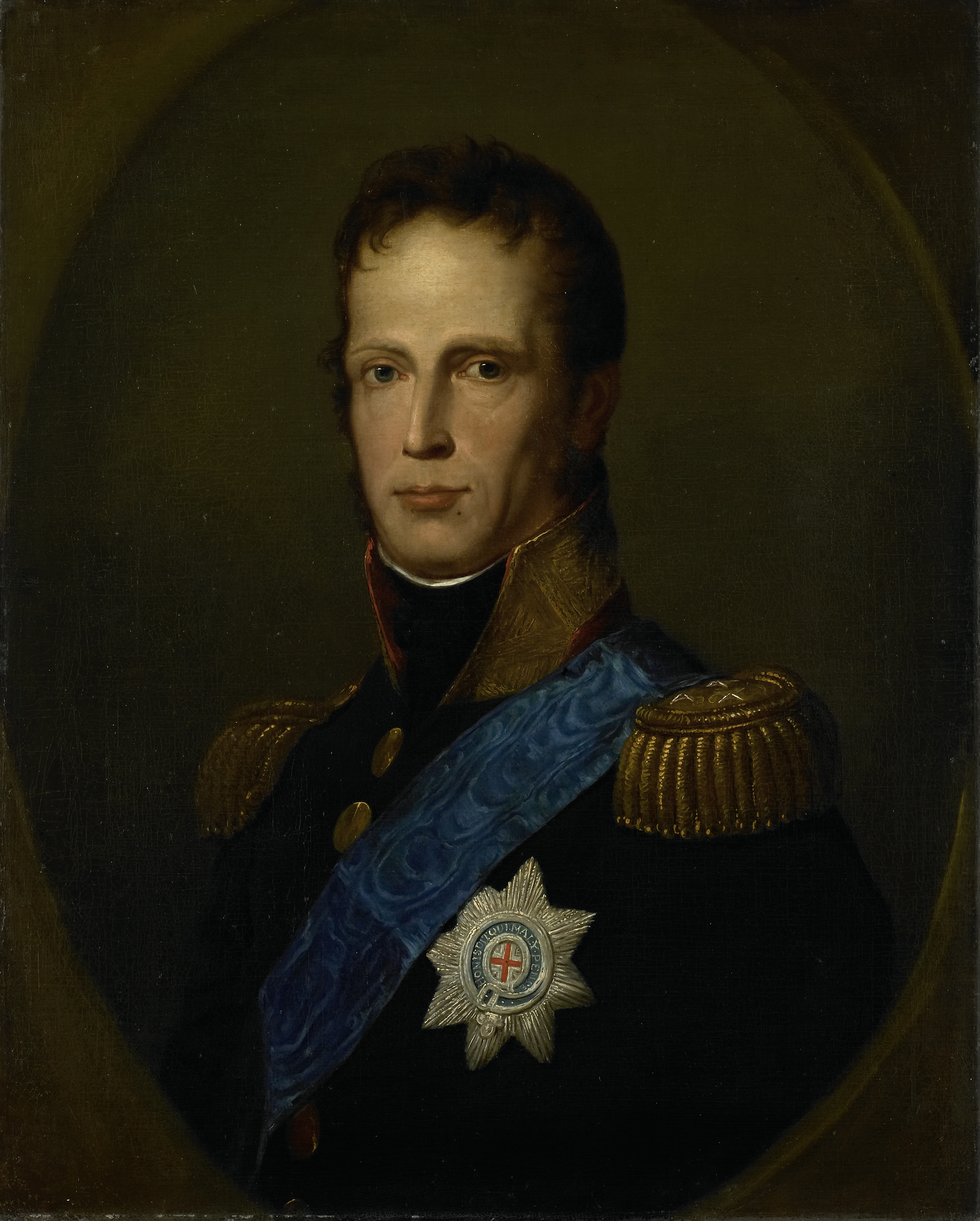
네덜란드 연합 공국의 공작, 빌럼 프레데리크

프로이센과 러시아 제국이 프랑스로부터 네덜란드를 해방시킨 1813년, 임시 정부가 네덜란드 일대의 지배를 맡았다. 네덜란드 귀족이었던 프란츠 아담 반데르와 림부르크의 레오폴트, 지스베르트 카렐이 지도층이었다. 이 세명이 이끄는 네덜란드는 1813년 11월 20일 해방된 국가의 주권을 공식적으로 이양받았고, 다음날인 11월 21일, 네덜란드 연합 공국의 건국을 선언했다.
지도층들은 네덜란드 공화국의 마지막 지도자였던 빌럼 5세의 아들, 빌럼 프레데리크를 새 정권의 지도자로 삼는 것을 당연스럽게 생각했다. 임시 정부의 대부분의 사람들이 18년 전 빌럼 5세를 추방하는데 동조했었지만, 대부분의 지도층은 동맹국들의 압박에 의해 그를 추대하는 것보다 빌럼 프레데리크를 네덜란드로 초대하는 것이 낫다고 판단했다. 임시 정부로부터 초청을 받은 후, 빌럼 프레데리크는 영국에서 그의 망명 생활을 끝내고 네덜란드로 돌아왔다. 그는 HMS 워리어를 타고 스헤베닝언에 11월 30일 상륙했다. 그는 12월 2일 공국에 대한 주권을 인정하고 그 스스로를 네덜란드 연방 공국의 주권공이라 불렀다.

## 통치
1813년 말, 지스브레트 카렐에 의한 추대가 승인되었고, 의회가 성립되었다. 1814년 3월 29일, 귀족 회의라 불리는 의회가 암스테르담에서 개최되었다. 이 회의에서 헌법의 최종 원본에 대한 투표가 진행되었다. 600명의 의회위원 중 474명이 투표에 참여했고, 가톨릭 신자가 대부분인 반대자 26명을 제외하고 모두가 최종
원본에 대해 찬성했다. 1년 동안 권력을 행사한 의회는 왕이 많은 권력을 지니게 되는 전제군주제를 도입했지만 많은 민주적인 정치제도도 헌법에 포함되어 있었다. 단원제인 네덜란드 스타텐 헤네랄은 스타텐 프로빈키아레에 의해서 선출된 55명의 의원으로 구성되었다. 이 사무국들은 도시와 외곽, 그리고 귀족층들에 의해 선출되었다. 스테탄 헤네랄은 자주권을 가지고 있었으며 제안된 법률에 대한 승인과 미승인을 결정해야만 했다. 또한 공작은 스테탄 헤네랄의 권리가 제한될 수 있었다. 지방과 도시의 권한은 네덜란드 공화국 시기에 비해 크게 축소되었다. 몇몇 부가적인 권리들은 프랑스 점령 시기에 이미 도입되었다. 의회는 종교의 자유를 보장하였고, 법률 제공 및 범죄 예방에 관한 조항도 헌법에 있었다. 1814년 3월 30일, 빌럼 프레데리크는 공식적으로 암스테르담의 니우케르크에서 회의에 의해 공작으로 취임하였다. 이후 네덜란드 연합 공국은 제6차 대프랑스 동맹과 제7차 대프랑스 동맹에 참가하여 프랑스에 맞서 싸웠다. 네덜란드 연합 공국은 북동 프랑스에서 프로이센, 러시아 제국, 그레이트브리튼 왕국과 함께 프랑스군을 공격하였다. 이에 따라 1815년 빈 회의 당시 네덜란드 연합 공국은 전승국으로 회담에 참석할 수 있었다.

## 남부 네덜란드와의 재통일
옛 오스트리아령 네덜란드가 1794년 프랑스에 정복당하고 1795년 공식적으로 프랑스에 병합된 이후 대프랑스 동맹은 재빨리 대응에 나섰다. 이것은 네덜란드 연합 공국이 건국된 이후 해결해야 할 문제로 남았다. 브뤼셀에 거주하는 대부분의 사람들은 오스트리아 총독이 지배하던 옛 정권이 복귀되기를 소망했었고, 이것은 1814년 2월 연합군에 의해 승인되었다. 그러나 오스트리아 제국은 이 지역에 대해 실질적인 관심이 없었다. 이에 따라 쇼몽 조약에서 대프랑스 동맹국은 이 지역을 비밀리에 네덜란드 연합 공국의 영토로 인정했다. 이것은 파리 조약으로 더욱 강화되었다. 1814년 5월 30일 파리 조약이 발효됨에 따라 오늘날의 벨기에 지역은 네덜란드 연합 공국의 지배 하에 들어가게 되었다.
그러나 이러한 것들을 어떻게 구조화할지는 여전히 결정되어야 할 상황이었으며 2월 달부터 쇼몽의 벨기에 대표인들은 기대감에 부풀어올랐는데, 그들 또한 존중받을 수 있다는 것이 그들의 기대였다. 이러한 느슨한 목표는 런던 8조항으로 알려진 협약에 의해 보호받았다. 이 조약이 1814년 6월 21일 체결됨에 따라 빌럼 프레데리크는 옛 오스트리아령 네덜란드를 보상받았다. 그는 8월 1일 벨기에의 총독이 되었고, 남북부 네덜란드의 동군연합을 이루어냈다. 어떠한 의도와 목적을 지녔던 건 간에 이것은 오렌지 가문의 3세기 동안의 소망이었던 저지대 국가의 통합을 이룩한 것이었다.
빌럼 프레데리크는 벨기에 대표들은 네덜란드 의회에 참가시키려는 동의를 얻어내려고 지속적으로 노력했으나 벨기에 지방의 가톨릭 교회들의 위치를 약화시키려는 계획을 세운 이들로부터 반발을 샀다. 그럼에도 불구하고 재통일은 1815년 3월 16일에 완수되었다. 이 때는 빌럼 프레데리크가 네덜란드 국왕인 빌럼 1세로 즉위할 때였다. 이 때 벨기에와 룩셈부르크가 네덜란드 연합 왕국이라는 이름으로 네덜란드에 통합되었고, 벨기에의 수도는 브뤼셀로 정해졌다.